# Enok
Enok (hebreiska: חֲנוֹךְ, Ḥanokh; tiberiansk hebreiska: Ḥănōḵ; ashkenazi, jiddish: jHenosch, arabiska: اخنوخ), Henok i Bibel 2000, Hanok i 1917 års översättning vilket även är det egentliga namnet, var namnet på två personer i Bibeln som levde före syndafloden. Den ene var son till Kain och den andre var en profet som var farfars far till Noa.

## Enok, Kains son
När Kain dödat sin bror Abel drog han österut till landet Nod och fick där med sin hustru en son som han kallade Enok (eller Hanok), han byggde även en boplats där och uppkallade den efter sin son till Enok (eller Hanok). Enok kom sedan att få en son som hette Irad.

## Enok, profeten
Enok var son till Jered och far till Methusalem och sägs ha vandrat med Gud i trehundra år efter att han fått sin son vid 65 års ålder, innan han till slut upptogs till himlen, se Henoksböckerna. I Judasbrevet 14–15 och i Första Henoksboken 1:9 tillskrivs Enok en profetia, en uppgift som – om såväl den som den bibliska historieskrivningen är sann – måste ha överlevt Syndafloden. Namnet Enok har hebreiskt ursprung och kan betyda ’invigd’ eller 'undervisning'. I Koranen går han under namnet Idris.